# Archidiecezja Palmas
Archidiecezja Palmas (łac. Archidioecesis Palmensis in Brasilia) – archidiecezja Kościoła rzymskokatolickiego w Brazylii. Należy do metropolii Palmas wchodzi w skład regionu kościelnego Sul II. Została erygowana przez papieża Jana Pawła II bullą Maiori spirituali bono w dniu 27 marca 1996. Jednocześnie utworzono metropolię Palmas.